# Майклс, Холли
Холли Майклс (англ. Holly Michaels; род. 16 августа 1990, Финикс, Аризона, США) — американская модель и порноактриса.

## Биография
Родилась в Фениксе, штат Аризона. Работала фотомоделью до 2010 года, затем начала сниматься в порнографии. В настоящее время работает для взрослого модельного агентства FTV. Достигла больших успехов благодаря тому, что является актрисой с натуральной грудью размера D. Работала с такими известными студиями, как Brazzers, Naughty America и Reality Kings. Снялась более чем в 50 полнометражных фильмах.

## Премии и номинации
| Год  | Премия        | Результат | Категория                                                                                     | Фильм                        |
| ---- | ------------- | --------- | --------------------------------------------------------------------------------------------- | ---------------------------- |
| 2012 | AVN Award     | Номинация | Лучшая новая старлетка                                                                        | н/д                          |
| 2012 | AVN Award     | Номинация | Best Tease Performance                                                                        | Swimsuit Calendar Girls 2011 |
| 2012 | Urban X Award | Номинация | Female Rising Star                                                                            | н/д                          |
| 2012 | XRCO Award    | Номинация | Cream Dream                                                                                   | н/д                          |
| 2013 | AVN Award     | Номинация | Best Group Sex Scene (with James Deen, Karlo Karrera, Mr. Pete, John Strong & Julius Ceazher) | Gangbanged 4                 |
| 2013 | AVN Award     | Номинация | Best Tease Performance                                                                        | Best New Starlets 2012       |